# Benzion Netanjahu

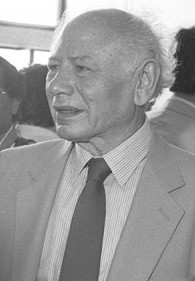
Benzion Netanyahu, 1986

Benzion Netanjahu, auch Netanyahu (hebräisch בֶּנְצִיּוֹן נְתַנְיָהוּ; * 25. März 1910 in Warschau, Russisch-Polen, Russisches Kaiserreich, als Benzion Mileikowski; † 30. April 2012 in Jerusalem, Israel) war ein israelischer Historiker und zionistischer Aktivist. Er forschte und veröffentlichte schwerpunktmäßig zur Geschichte der spanischen Juden und Konvertiten (Marranen) im späten Mittelalter sowie der Spanischen Inquisition. Er lehrte von 1971 bis 1975 als Professor für Jüdische Studien an der Cornell University. Politisch engagierte sich Netanjahu in der Bewegung des Revisionistischen Zionismus, er war Sekretär von Zeʾev Jabotinsky, dem „Vater des revisionistischen Zionismus“, und nach dessen Tod von 1940 bis 1948 Geschäftsführer der New Zionist Organization.
Er war der Vater von Jonathan Netanjahu (1946–1976), der als Leiter der bei der Befreiung der Geiseln von Entebbe eingesetzten Einheit von Sajeret Matkal getötet wurde, von Benjamin Netanjahu (* 1949), dem israelischen Ministerpräsidenten, sowie von Iddo Netanjahu (* 1952), einem Radiologen und Schriftsteller.

## Leben
Benzion Netanjahus Eltern waren der Rabbiner und zionistische Aktivist Nathan Mileikowski und dessen Frau Sarah. 1920 emigrierte die Familie von Polen nach Palästina und lebte nach Aufenthalten in Jaffa, Tel Aviv und Safed schließlich in Jerusalem. Benzion Netanjahu studierte u. a. an der Hebräischen Universität Jerusalem, spezialisierte sich auf Geschichte und war insbesondere durch Joseph Klausner beeinflusst, der Netanjahu förderte. Benzions jüngerer Bruder, der Mathematiker Elisha Netanjahu, studierte ebenfalls an der Hebräischen Universität und wurde Dekan am Technion.
Während seines Studiums wurde Benzion Netanjahu in revisionistischen Kreisen aktiv und ein enger Freund von Abba Ahimeir. Netanjahu war zu dieser Zeit auch Mitherausgeber der Monatsschrift Betar und wurde 1934 Herausgeber der revisionistischen Tageszeitung Ha-Yarden in Jerusalem. 1940 ging er nach New York und wurde Sekretär Jabotinskys. Während des Zweiten Weltkriegs war Netanjahu einer der wichtigsten Führer des zionistischen Revisionismus in den USA. Zur gleichen Zeit machte er seinen PhD-Abschluss am Dropsie College in Philadelphia.
1949 kehrte er nach Israel zurück und wurde Herausgeber der Encyclopaedia Hebraica in Jerusalem. Er ging 1957 wieder an das Dropsie College als Professor für Hebräische Sprache und Literatur (1957–1966), dann als Professor für Mittelalterliche jüdische Geschichte und Literatur (1966–1968). In den darauf folgenden Jahren hatte er Professuren in Denver und an der Cornell University inne (bis 1975).
Eine politische Karriere in Israel war ihm, der zeitlebens ultrarechte Positionen – selbst aus Sicht Menachem Begins – vertrat, nicht vergönnt. Benzion Netanjahu war Anhänger der Idee eines Großisrael und ist vereinzelt auch als scharfer Kritiker seines Sohnes hervorgetreten.
2009 sagte er in einem Interview:

“The tendency to conflict is in the essence of the Arab. He is an enemy by essence. His personality won't allow him any compromise. It doesn't matter what kind of resistance he will meet, what price he will pay. His existence is one of perpetual war”

„Die Neigung zum Streit liegt in der Natur des Arabers. Er ist der geborene Feind. Seine Persönlichkeit erlaubt ihm keinen Kompromiss. Es spielt keine Rolle, auf welchen Widerstand er stößt, welchen Preis er bezahlen muss. Er befindet sich in einem Zustand des immerwährenden Krieges“

Nach der Tötung seines ältesten Sohnes Jonathan kehrte die Familie, die während Jahrzehnten alternierend in Israel und den USA gelebt hatte, endgültig nach Israel zurück. Netanjahus zweiter Sohn, Benjamin, wurde Politiker und Israels Premierminister (1996, 2009 und 2023). Im Jahr 2000 starb Benzions Frau Tzila. Im März 2010 konnte Benzion Netanjahu bei guter Gesundheit seinen 100. Geburtstag feiern. Er starb im Alter von 102 Jahren in seinem Haus in Jerusalem.

## Schriften
- Don Isaac Abravanel. Statesman and philosopher. (1953) Ithaca 1998, ISBN 978-0-8014-3487-7.
- The Marranos of Spain. From the late XIVth to the early XVIth century. (1966) Ithaca 1999, ISBN 978-0-8014-8568-8.
- The origins of the Inquisition. In fifteenth Century Spain. (1995) New York 2001, ISBN 978-0-679-41065-2.
- Toward the inquisition. Essays on Jewish and converso history in late medieval Spain. Ithaca 1997, ISBN 978-0-8014-3410-5.